# Léonce Salles
Pour les articles homonymes, voir Salles.
Léonce Salles, né le 22 février 1891 aux Salles-du-Gardon (Gard) et mort le 10 juin 1975 à Uzès (Gard), est un homme politique français .

## Biographie
Architecte, il est maire d'Antraigues-sur-Volane de 1935 à 1944 et député SFIO de l'Ardèche de 1931 à 1936.

## Sources
- « Léonce Salles », dans le Dictionnaire des parlementaires français (1889-1940), sous la direction de Jean Jolly, PUF, 1960 [détail de l’édition]